# Taleghan (Verwaltungsbezirk)
Taleghan oder Schahrestan Taleghan (persisch شهرستان طالقان) ist ein Schahrestan in der Provinz Alborz im Iran. Er enthält die Stadt Taleghan, welche die Hauptstadt des Verwaltungsbezirks ist. 

## Demografie
Bei der Volkszählung 2016 betrug die Einwohnerzahl des Schahrestan 16.815. Die Alphabetisierung lag bei 89 Prozent der Bevölkerung. Knapp 21 Prozent der Bevölkerung lebten in urbanen Regionen.
| Zensusjahr | Einwohnerzahl |
| ---------- | ------------- |
| 2011       | 26.976        |
| 2016       | 16.815        |